# ولاية بيليليو

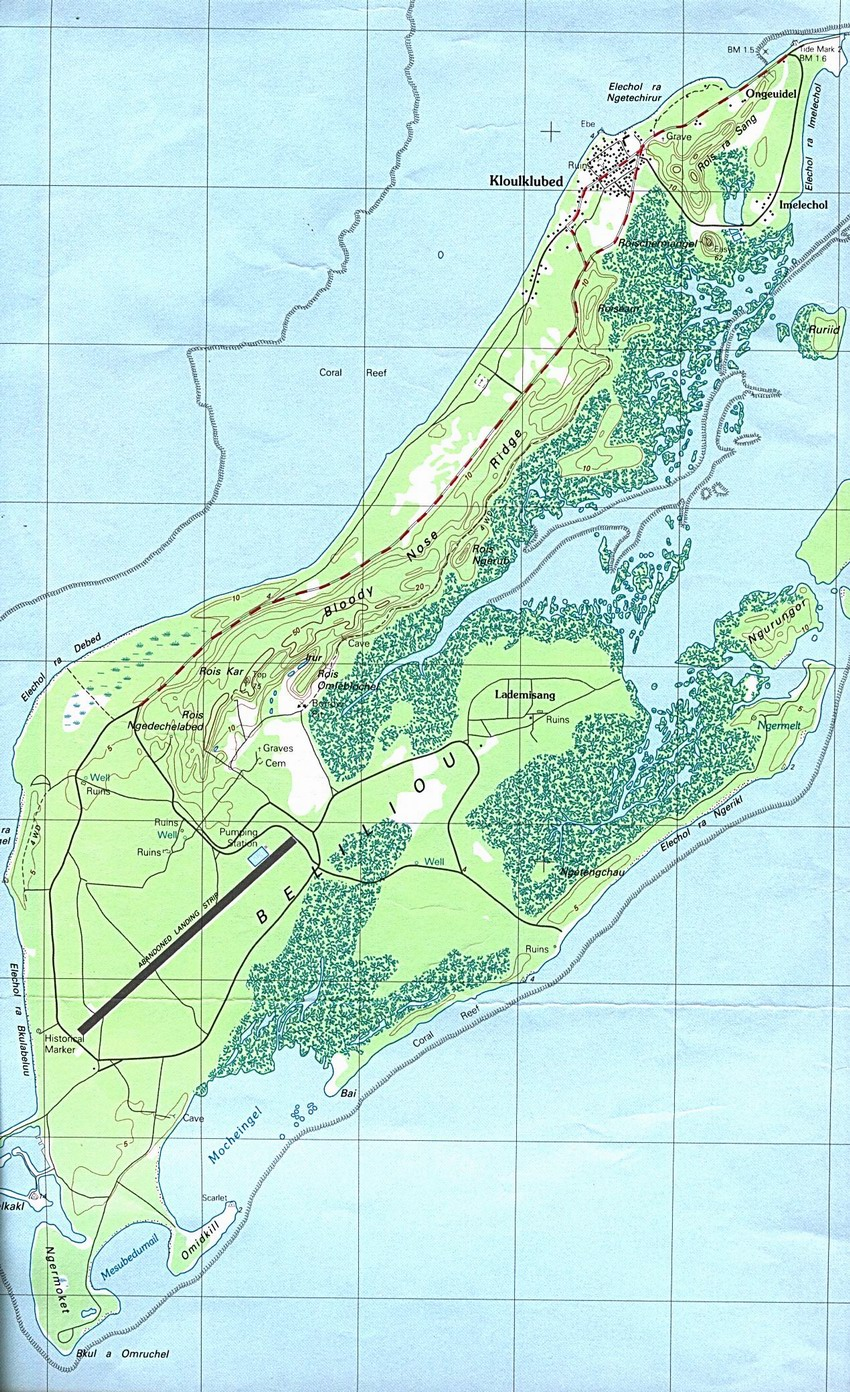
خريطة بيليليو عام 1984

بيليليو (بالأنكليزية:Peleliu) (أو Beliliou) وهي واحدة من ستة عشر ولاية في جمهورية بالاو. هي جزيرة وولاية تقع في الجنوب من جمهورية بالاو ويقع في شمالها الشرقي اثنتين من الجزر الصغيرة، وفي هذه الجزيرة حدثت معركة بيليليو في الحرب العالمية الثانية.

## الجغرافيا
تبعد بيليليو حوالي 10 كيلومترات (6.2 ميل) شمال شرق جزيرة أنغاور و 40 كيلومترا (25 ميل) إلى الجنوب الغربي من جزيرة بالاو. تبلغ مساحة بيليليو ديه الإجمالية 13 كيلومتر مربع (5.0 ميل مربع)، ويبلغ عدد سكانها حوالي 571 عام 2000 مما يجعلها ثالث ولاية من حيث عدد السكان.
معظم سكان الجزيرة تعيش في قرية كلولكلوبيد التي تعد عاصمة الولاية وتقع على الساحل الشمالي الغربي.
وهناك ما مجموعه أربع قرى:
1. كلولكلوبيد (شمال غرب)
2. إيميليتشول (شمال شرق)
3. لاديميسانغ (أقصى الجنوب، في الجزء الأوسط من الجزيرة)
4. أونجي يويدل (أقصى الشمال)